# Kambu Hapang
Kambu Hapang is een bestuurslaag in het regentschap Oost-Soemba van de provincie Oost-Nusa Tenggara, Indonesië. Kambu Hapang telt 1412 inwoners (volkstelling 2010).